# Campeonato Iberoamericano de Atletismo de 2008
El XIII Campeonato Iberoamericano de Atletismo de 2008 fue una competición deportiva que se celebró, entre los días 13 y 15 de junio de 2008, en la ciudad de Iquique (Chile) luego que la Confederación Iberoamericana de Atletismo la ratificara como ciudad sede el año 2006. En este torneo se realizaron 44 eventos con 316 atletas participantes de 19 países iberoamericanos.
El país vencedor fue Brasil, con 44 medallas en total y 17 oros, seguida de Colombia, que alcanzó cinco medallas de oro, España con cuatro y Argentina con la misma cantidad.

## Medallero

### Varones
| Evento                               | Oro                                                                             | Oro        | Plata                                                                                     | Plata     | Bronce                                                                              | Bronce                                 |
| ------------------------------------ | ------------------------------------------------------------------------------- | ---------- | ----------------------------------------------------------------------------------------- | --------- | ----------------------------------------------------------------------------------- | -------------------------------------- |
| 100 metros (viento: -2.3 m/s)        | José Carlos Moreira                                                             | 10.54      | Franklin Nazareno                                                                         | 10.60     | Kael Becerra                                                                        | 10.62                                  |
| 200 metros                           | Sandro Viana                                                                    | 20.87      | Bruno de Barros                                                                           | 20.95     | Cristián Reyes                                                                      | 21.14                                  |
| 400 metros                           | Geiner Mosquera                                                                 | 46.63      | Fernando de Almeida                                                                       | 46.73     | Héctor Carrasquillo                                                                 | 46.92                                  |
| 800 metros                           | Andy González                                                                   | 1:47.59    | Fabiano Peçanha                                                                           | 1:47.83   | Salvador Crespo                                                                     | 1:48.11                                |
| 1500 metros                          | Fabiano Peçanha                                                                 | 3:42.06    | Bayron Piedra                                                                             | 3:42.65   | Víctor Montaner                                                                     | 3:42.93                                |
| 3000 metros                          | Bayron Piedra                                                                   | 7:54.69 NR | Isaías Ataro                                                                              | 7:54.70   | Mario Bazán                                                                         | 7:57.95 NR                             |
| 5000 metros                          | Javier Carriqueo                                                                | 13:51.14   | Alejandro Suárez                                                                          | 13:51.20  | Juan Carlos Romero                                                                  | 13:51.25                               |
| 110 metros vallas (viento: -2.0 m/s) | Paulo César Villar                                                              | 13.74      | Enrique Llanos                                                                            | 13.89     | Éder Antônio Souza                                                                  | 14.10                                  |
| 400 metros vallas                    | Mahau Suguimati                                                                 | 50.07      | Jeisson Rivas                                                                             | 50.92     | Tiago Bueno                                                                         | 51.20                                  |
| 3000 metros obstáculos               | Mario Bazán                                                                     | 8:42.51    | Francisco Lara                                                                            | 8:43.57   | Gládson Barbosa                                                                     | 8:44.93                                |
| 4×100 metros relevo                  | Brasil · Vicente de Lima · Sandro Viana · Bruno de Barros · José Carlos Moreira | 38.96      | Argentina José Manuel Garaventa Mariano Jiménez Miguel Wilken Matías Usandivaras          | 40.28     | Finalizaron la prueba sólo dos equipos                                              | Finalizaron la prueba sólo dos equipos |
| 4×400 metros relevo                  | Cuba · Omar Cisneros · William Collazo · Yasmani Copello · Yeimer López         | 3:03.22    | Brasil · Luís Ambrosio · Luíz Guilherme de Oliveira · André de Melo · Fernando de Almeida | 3:08.45   | República Dominicana · Ramon Frías · Tayron Reyes · Gustavo Cuesta · Kelvin Herrera | 3:08.70                                |
| 20 000 metros planos                 | José Alessandro Bagio                                                           | 1:23:12.6  | Juan Manuel Cano                                                                          | 1:24:19.2 | Patricio Ortega                                                                     | 1:24:24.1                              |
| Salto de altura                      | Jessé de Lima                                                                   | 2.20 m     | Fábio Baptista                                                                            | 2.20 m    | Santiago Guerci                                                                     | 2.20 m                                 |
| Salto con garrocha                   | Henrique Martins                                                                | 5.00 m     | Marcelo Terra                                                                             | 5.00 m    | Guillermo Chiaraviglio                                                              | 4.80 m                                 |
| Salto largo                          | Gaspar Araújo                                                                   | 7.82 m     | Jonathan Martínez                                                                         | 7.64 m    | Louis Tristán                                                                       | 7.58 m                                 |
| Triple salto                         | Hugo Chila                                                                      | 16.31 m    | Thiago Dias                                                                               | 15.53 m   | Leonardo Elisiario dos Santos                                                       | 15.34 m                                |
| Lanzamiento de peso                  | Borja Vivas                                                                     | 19.45 m    | Reinaldo Proenza                                                                          | 19.42 m   | Germán Lauro                                                                        | 19.02 m                                |
| Lanzamiento de disco                 | Jorge Balliengo                                                                 | 59.43 m    | Pedro Cuesta                                                                              | 57.67 m   | Ronald Julião                                                                       | 56.77 m                                |
| Lanzamiento de martillo              | Juan Ignacio Cerra                                                              | 69.74 m    | Dário Manso                                                                               | 68.96 m   | Moisés Campeny                                                                      | 68.87 m                                |
| Lanzamiento de jabalina              | Anier Boué                                                                      | 78.77 m    | Noraldo Palacios                                                                          | 77.20 m   | Víctor Fatecha                                                                      | 75.81 m                                |
| Decatlón                             | Odirlei Pessoni                                                                 | 7362 pts   | Ânderson Venâncio                                                                         | 6944 pts  | Tiago Marto                                                                         | 6915 pts                               |

### Femenino
| Evento                        | Oro                                                                           | Oro            | Plata                                                                                          | Plata       | Bronce                                                                          | Bronce      |
| ----------------------------- | ----------------------------------------------------------------------------- | -------------- | ---------------------------------------------------------------------------------------------- | ----------- | ------------------------------------------------------------------------------- | ----------- |
| 100 metros (viento: -1.5 m/s) | Yomara Hinestroza                                                             | 11.58          | Lucimar de Moura                                                                               | 11.70       | Rosemar Coelho Neto                                                             | 11.74       |
| 200 metros                    | Darlenys Obregón                                                              | 23.84          | Wilmarys Álvarez                                                                               | 23.85       | Rosemar Coelho Neto                                                             | 23.86       |
| 400 metros                    | Zudikey Rodríguez                                                             | 52.14          | Wilmarys Álvarez                                                                               | 53.33       | Maria Laura Almirão                                                             | 53.34       |
| 800 metros                    | Christiane dos Santos                                                         | 2:04.34        | Lizaira Del Valle                                                                              | 2:04.37     | Cristina Guevara                                                                | 2:04.42     |
| 1500 metros                   | Sabine Heitling                                                               | 4:18.78        | Nadia Rodríguez                                                                                | 4:23.24     | Elena García                                                                    | 4:23.45     |
| 3000 metros                   | Dolores Checa                                                                 | 9:16.53        | Rosa Godoy                                                                                     | 9:22.72     | Nadia Rodríguez                                                                 | 9:29.58     |
| 5000 metros                   | Sonia Bejarano                                                                | 16:01.00       | Fabiana Cristine da Silva                                                                      | 16:05.45    | María Isabel Montilla                                                           | 16:30.60 NR |
| 100 metros vallas             | Francisca Guzmán                                                              | 13.56          | Brigitte Merlano                                                                               | 13.60       | Lucimara da Silva                                                               | 13.61       |
| 400 metros vallas             | Lucimar Teodoro                                                               | 56.1           | Gisele Cruz                                                                                    | 56.8        | Lucy Jaramillo                                                                  | 57.9        |
| 3000 metros obstáculos        | Sabine Heitling                                                               | 9:54.70        | Rosa Godoy                                                                                     | 10:00.36 NR | Ángela Figueroa                                                                 | 10:02.13    |
| 4×100 metros relevo           | Colombia · Yomara Hinestroza · Mirtha Brock · Darlenys Obregón · María Idrobo | 44.89          | Brasil · Lucimar de Moura · Rosemar Coelho Neto · Ana Cláudia Lemos Silva · Luciana dos Santos | 44.99       | Chile · Daniela Pávez · Carolina Díaz · Ljubica Milos · Sicylle Jeria           | 46.87       |
| 4×400 metros relevo           | México · Ruth Grajeda · Gabriela Medina · Nallely Vela · Zudikey Rodríguez    | 3:33.27        | Brasil · Maria Laura Almirão · Perla Regina dos Santos · Sheila Ferreira · Josiane Tito        | 3:34.01     | Colombia · Mirtha Brock · Maria Alejandra Idrobo · Kelly López · Norma González | 3:39.46     |
| 10 000 metros planos          | Maribel Gonçalves                                                             | 45:24.59       | Graciela Mendoza                                                                               | 46:43.94    | Cisiane Dutra Lopes                                                             | 46:54.20    |
| Salto de altura               | Eliana da Silva                                                               | 1.87 m         | Caterine Ibargüen                                                                              | 1.85 m      | Solange Witteveen                                                               | 1.83 m      |
| Salto con garrocha            | Joana Ribeiro Costa                                                           | 4.20 m         | Carolina Torres                                                                                | 4.10 m      | Alejandra García Keisa Monterola                                                | 4.00 m      |
| Salto largo                   | Arantza Loureiro                                                              | 6.25 m         | Eliane Martins                                                                                 | 6.20 m      | Claudette Martínez                                                              | 5.89 m      |
| Triple salto                  | Verónica Davis                                                                | 13.32 m        | Laurice Cristina Félix                                                                         | 12.86 m     | Jennifer Arveláez                                                               | 12.84 m     |
| Lanzamiento de peso           | Natalia Duco                                                                  | 18.65 m AJR NR | Andréa Pereira                                                                                 | 16.72 m     | Ahymará Espinoza                                                                | 14.98 m     |
| Lanzamiento de disco          | Rocío Comba                                                                   | 54.49 m        | Karen Gallardo                                                                                 | 53.10 m NR  | Elisângela Adriano                                                              | 52.82 m     |
| Lanzamiento de martillo       | Rosa Rodríguez                                                                | 65.96 m        | Jennifer Dahlgren                                                                              | 64.89 m     | Josiane Soares                                                                  | 63.09 m     |
| Lanzamiento de jabalina       | Alessandra Resende                                                            | 56.59 m        | María González                                                                                 | 53.20 m     | Zuleima Araméndiz                                                               | 53.11 m     |
| Heptatlón                     | Lucimara da Silva                                                             | 5739 pts       | Ana Capdevila                                                                                  | 5312 pts    | Macarena Reyes                                                                  | 5278 pts    |

### Resumen general
País organizador
| Núm.  | País                       | Oro | Plata | Bronce | Total |
| ----- | -------------------------- | --- | ----- | ------ | ----- |
| 1     | Brasil (BRA)               | 17  | 15    | 12     | 44    |
| 2     | Colombia (COL)             | 5   | 4     | 3      | 12    |
| 3     | Argentina (ARG)            | 4   | 7     | 6      | 17    |
| 4     | España (ESP)               | 4   | 4     | 4      | 12    |
| 5     | Cuba (CUB)                 | 3   | 1     | 0      | 4     |
| 6     | Venezuela (VEN)            | 2   | 3     | 4      | 9     |
| 7     | México (MEX)               | 2   | 3     | 3      | 8     |
| 8     | Chile (CHL)                | 2   | 2     | 4      | 8     |
| 9     | Ecuador (ECU)              | 2   | 2     | 2      | 6     |
| 10    | Portugal (POR)             | 2   | 1     | 1      | 4     |
| 11    | Perú (PER)                 | 1   | 0     | 2      | 3     |
| 12    | Puerto Rico (PUR)          | 0   | 2     | 1      | 3     |
| 13=   | Paraguay (PAR)             | 0   | 0     | 1      | 1     |
| 13=   | República Dominicana (DOM) | 0   | 0     | 1      | 1     |
| Total | Total                      | 44  | 44    | 44     | 132   |